# Алијен
Алијен (фр. Halluin) насеље је и општина у североисточној Француској у региону Север-Па д Кале, у департману Север која припада префектури Лил.
По подацима из 2011. године у општини је живело 20.620 становника, а густина насељености је износила 1641,72 становника/km². Општина се простире на површини од 12,56 km². Налази се на средњој надморској висини од 25 метара (максималној 62 m, а минималној 9 m).

## Демографија
| 1962.  | 1968.  | 1975.  | 1982.  | 1990.  | 1999.  | 2011.  |
| ------ | ------ | ------ | ------ | ------ | ------ | ------ |
| 14.138 | 14.829 | 15.491 | 16.444 | 17.629 | 18.997 | 20.620 |